# Hubert Sacy
Hubert Sacy est une personnalité publique québécoise spécialiste de la communication sociale qui occupait, de 1990 à 2021, les fonctions de directeur général d’Éduc’alcool, organisme privé sans but lucratif qui informe sur la consommation d’alcool et incite à la modération, et dont il était jusqu’à son départ le porte-parole public.
Il est aussi membre du Conseil scientifique et culturel de la Cité du vin de Bordeaux et a été l’un des présentateurs des assises vin et santé en 2020 et 2021.

## Biographie
Né le 11 août 1949 à Alexandrie, en Égypte, Hubert Sacy est marié à Nicole Sacy depuis décembre 1991. Il a étudié le droit et les sciences politiques à l’université Saint Joseph - Université de Lyon. Il est également titulaire d’un diplôme universitaire d’Études Littéraires Françaises de l’École supérieure des Lettres de l’université de Lyon. En 1990, il a été diplômé en publicité à l’École des Hautes Études Commerciales de Montréal. Il est agréé en relations publiques (ARP).

### Les années 1970 à 1980
Hubert Sacy commence sa carrière comme journaliste au sein de Radio-Canada au début des années 1970. En 1971, il se joint au Syndicat des enseignants de Laval et devient directeur de l'information.
En 1974, il devient attaché de presse de la Centrale des syndicats du Québec (CSQ). Il occupe les fonctions de responsable des communications externes, des relations publiques et de la publicité entre 1978 et 1980.
De 1977 à 1978, Hubert Sacy est nommé responsable des communications de la Commission Keable qui enquêtait sur les opérations policières illégitimes en territoire québécois et notamment sur les circonstances entourant la perquisition effectuée dans les locaux de l'Agence de presse libre du Québec dans la nuit du 6 au 7 octobre 1972, sur le vol de la liste des membres du Parti québécois et sur l’incendie d’une grange en Estrie.

### Les années 1980 à 1990
Il devient en 1980 directeur général de l'Alliance des professeurs de Montréal jusqu’en 1984, puis la CSQ le rappelle à titre de directeur du service des communications, poste qu’il occupe jusqu’en 1987,.
De 1987 à 1990, il rejoint la Société de transport de Montréal où il a occupé le poste de directeur du service des communications. Pendant son mandat à la Société de transport de Montréal, il réorganise le service des communications pour couvrir tant les communications externes qu'internes et pour faire la promotion du transport en commun.

### Des années 1990 à aujourd’hui
En 1990, il s’investit dans l'agence Bleublancrouge et en devient associé principal. Il est alors chargé de concevoir et de mettre en œuvre de multiples campagnes sociétales et comportementales pour le compte d'organismes publics et de ministères des gouvernements du Québec et du Canada, dont la promotion de saines habitudes de vie, des campagnes antitabac et de lutte contre la violence conjugale. Il consacrera 20 années à la publicité pendant lesquelles il réalisera, à titre de stratège, quelques campagnes marquantes telles « Taxer les livres, c’est imposer l’ignorance » en 1990 et les campagnes du Barreau du Québec entre 1996 et 1999,.
À cette même période (1990), il devient directeur général d'Éduc'alcool, organisme sans but lucratif qui fait la promotion de la modération dans la consommation d'alcool. Il a été l'architecte de multiples campagnes de communication et de publicité, notamment pour la promotion des niveaux de consommation d'alcool à faible risque. Il quitte son poste à la fin de l’année 2021.
Au cours de sa carrière, Hubert Sacy a siégé dans plusieurs conseils d'administration et comités engagés dans le mouvement syndical, l'éducation, la prévention, la santé et le comportement social. Il est actuellement Président de la Fondation Mise sur toi, une fondation pour la promotion du jeu responsable (maintenant gérée par Loto-Québec).

## Publications
En 1986, il publie "Des questions qui se posent. Un débat à faire" dans le magazine Mouvements.
Il écrit "A feast for the creative eye" paru dans l'édition de mars 2006 de Marketing Magazine. "Les jeunes et l'alcool : vers un modèle de prévention alliant éducation et encadrement" est publié en 2011 dans Adolescents et alcool, un cocktail détonant.
En 2015, il est co-auteur de "La notion de ‘verre’: Informer le consommateur sur le verre d’alcool", publié par le Centre canadien de lutte contre les toxicomanies (CCLT),,.

## Distinctions et prix
- Membre de l’Ordre du Canada (2015)[14],[15].

- Médaille du jubilé de diamant d’Élisabeth II (2012)[16].

- Chevalier de l’Ordre national du Québec (2010)[17],[18].
- Médaille de l'Assemblée Nationale (2021)[19],[20]
- Médaille du Couronnement du roi Charles III (2025)